# Молинара
Молинара (итал. Molinara) је насеље у Италији у округу Беневенто, региону Кампанија.
Према процени из 2011. у насељу је живело 1284 становника. Насеље се налази на надморској висини од 628 м.

## Становништво
Према резултатима пописа становништва 2011. у општини је живело 1.662 становника.
| 1931. | 1936. | 1951. | 1961. | 1971. | 1981. | 1991. | 2001. | 2011. |
| ----- | ----- | ----- | ----- | ----- | ----- | ----- | ----- | ----- |
| 3.123 | 3.145 | 3.056 | 2.332 | 2.046 | 2.018 | 2.030 | 1.946 | 1.662 |